# Test for Echo
A Test for Echo a kanadai Rush együttes tizenhatodik stúdióalbuma (összességében a tizenkilencedik nagylemeze), amely 1996 szeptemberében jelent meg az Atlantic Records gondozásában. Az előző albumhoz hasonlóan ismét Peter Collins producerrel dolgoztak, de az utóbbi három lemeznél megszokott kanadai stúdiók helyett nagyrészt Amerikában, a Bearsville stúdióban rögzítették az új dalokat.

## Történet
Az előző album, a Counterparts turnéját követően Neil Peart, akit az egyik legjobb rockdobosként tartott számon a szakma, Freddie Gruber jazz dobos és zenetanár segítségével teljesen átalakította játékstílusát. Ennek eredményeként a Test for Echo felvételeinél a dalok többségét a hagyományos, ortodox dobverőfogással, a saját korábbi dobolási technikájától eltérő módon játszotta fel. Az AllMusic kritikusa szerint „az album kulcsa az egyéni hangszeres játék, mivel a dalok dalként nem túl emlékezetesek, mindössze arra szolgálnak, hogy kihangsúlyozzák a szólókat.”
Az album két hónappal a megjelenése után aranylemez lett az Egyesült Államokban félmillió eladott példány után, Kanadában viszont százezer darab sem fogyott a lemezből, ami azt jelentette, hogy 20 év után a Test for Echo volt az első Rush-album, amely a zenekar szülőhazájában nem lett platina-, csak aranylemez, annak ellenére, hogy vezette a lemezeladási listát Kanadában. A Billboard 200-as albumlistáján az USA-ban az 5. helyig jutott, míg a brit albumlistán 25. lett. Az albumról a címadó szám, melynek szövegét Neil Peart Pye Dubois-val közösen írta, listavezető volt a Billboard Mainstream Rock slágerlistán. A lemezről a Half the World és a Driven került fel még a listára, előbbi a 6., utóbbi a 20. helyig jutott.
1997 nyarán, a Test for Echo turnét követően Neil Peart 19 éves lánya életét vesztette egy autóbalesetben. Egy évvel később Peart felesége is elhunyt, rákban. A személyes tragédiák árnyékában a Rush léte is megkérdőjeleződött, végül a Test for Echo megjelenése után hat évvel, 2002-ben született meg a következő Rush-nagylemez. 2007-ben a Rush Remasters sorozatban digitálisan feljavított hangzással adták ki újra a Test for Echo albumot.

## Borító
A Hugh Syme által tervezett borítón egy inukhuk látható, melyet az Észak-Amerikában, az északi sarkkörön túl élő bennszülött népek, köztük az eszkimók használtak útjelzőként Alaszkától Grönlandig.

## Az album dalai
1. Test for Echo – 5:56
2. Driven – 4:27
3. Half the World – 3:41
4. The Color of Right – 4:48
5. Time and Motion – 5:04
6. Totem – 5:00
7. Dog Years – 4:56
8. Virtuality – 5:43
9. Resist – 4:22
10. Limbo – 5:28
11. Carve Away the Stone – 4:05

## Közreműködők
- Geddy Lee – ének, basszusgitár, szintetizátor
- Alex Lifeson – elektromos gitár, akusztikus gitár, mandolin
- Neil Peart – dobok, ütőhangszerek

## Külső hivatkozások
- Rush hivatalos honlap
- Rush-diszkográfia – Prog Archives